# 2,3-己二酮
2,3-己二酮（英語：2,3-hexanedione）是一种有机化合物，化学式C6H10O2，可见于Corynebacterium glutamicum、香桃木等物种。